# منتخب المكسيك لكرة القاعدة
منتخب المكسيك الوطني لكرة القاعدة هو الفريق الذي يمثل المكسيك في المنافسات الدولية لرياضة كرة القاعدة يعتبر من أقوى منتخبات العالم في هذه الرياضة حيث تمكن من تحقيق مركز الوصيف بكأس العالم لكرة القاعدة 4 مرات ويحتل حالياً المركز الحادي عشر في التصنيف العالمي لمنتخبات كرة القاعدة الوطنية  ويقوم إتحاد المكسيك لكرة القاعدة بإدارة شؤونه.